# 豹班章魚
豹班章魚（学名：Haplochlaena cf. maculosa），又名藍環章魚，为章魚科豹紋蛸屬下的一个种。